# 康斯坦丁诺格拉多夫卡村委员会
康斯坦丁诺格拉多夫卡村委员会（俄语：Константиноградовский сельсовет）是俄罗斯联邦阿穆尔州伊万诺夫卡区所属的一个村委员会。其下辖有1个居民点，行政中心为康斯坦丁诺格拉多夫卡。据2016年统计，该村委员会的人口为552人。